# Финляндия и НАТО
Финляндия в настоящее время является членом Организации Североатлантического договора (НАТО). Вступление государства в НАТО состоялось 4 апреля 2023 года.

## Предыстория
В 1947 и 1948 годах Финляндия подписала Парижский мирный договор и Договор о дружбе, сотрудничестве и взаимной помощи с СССР соответственно, установив нейтралитет. Политика нейтралитета действовала на протяжении холодной войны. Несмотря на это, Финляндия разрешала НАТО использовать своё воздушное пространство и участвовала в других актах сотрудничества. После распада СССР Финляндия частично отошла от нейтралитета, вступив в Европейский союз.
Финляндия начала поддерживать активные отношения с НАТО с 1994 года, когда присоединилась к программе «Партнёрство во имя мира». С 1990-х годов Хельсинки стремились максимально приблизиться к стандартам НАТО. С 1995 года Финляндия принимала участие в силах НАТО по поддержанию мира в Боснии и Герцеговине (IFOR, с 1996 года — SFOR). С 1999 года Финляндия предоставляла военнослужащих для военного контингента НАТО в Косово (KFOR). С 2002 по 2021 год существовал финский военный контингент в Афганистане в составе сил ISAF и сменившей их операции «Решительная поддержка». Финляндия стала членом созданного в 1997 году Совета евро-атлантического партнёрства. В 2008 году страна присоединилась к Силам быстрого реагирования НАТО. После аннексии Россией Крымского полуострова в сочетании с поддержкой Москвой сепаратистов на востоке Украины в 2014 году Финляндия расширила своё сотрудничество с НАТО. Тогда же она стала партнёром Программы расширенных возможностей НАТО.
В 2017 году Финляндия вошла в состав объединённых экспедиционных сил под командованием Великобритании, созданных по инициативе НАТО.

## Вступление

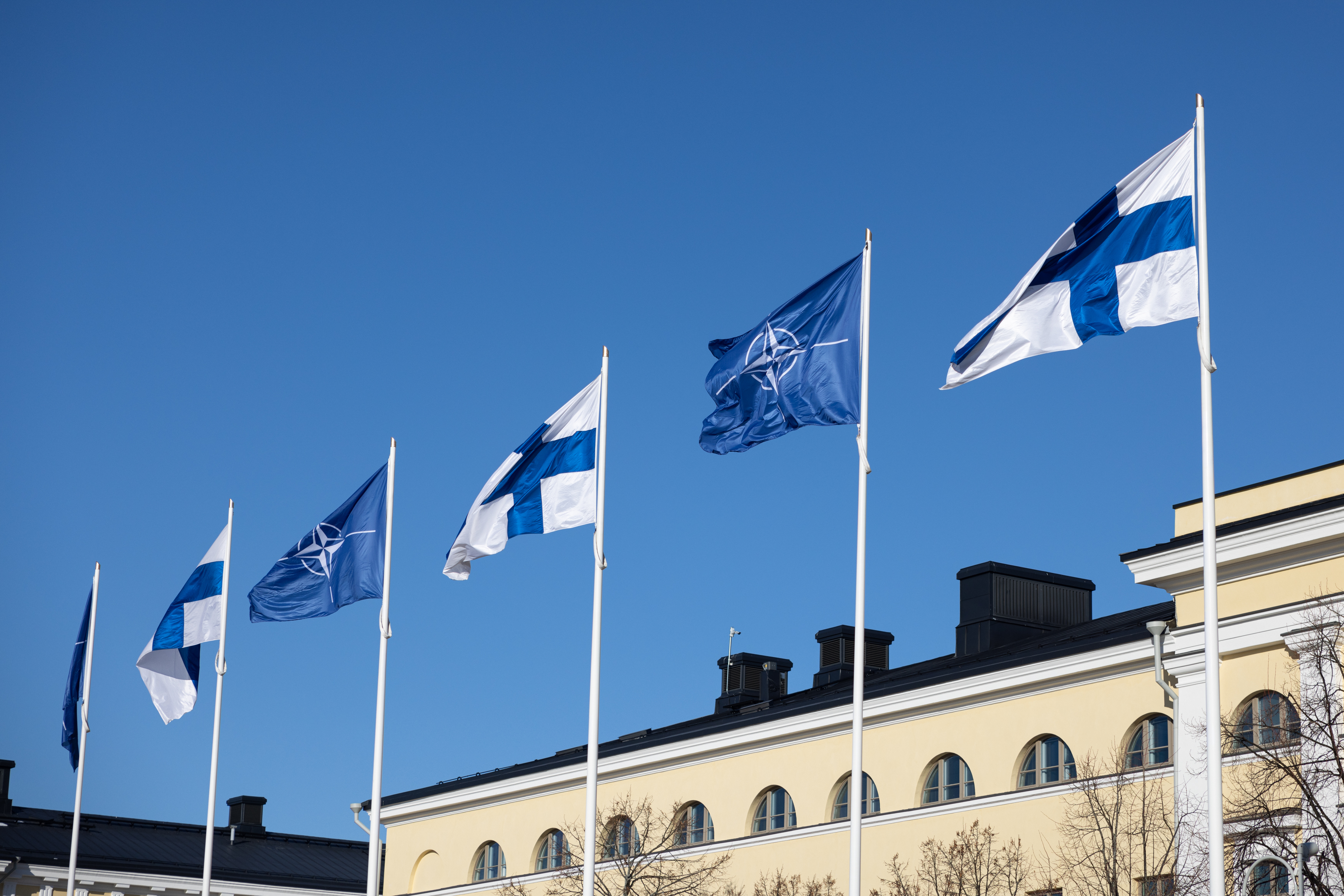
Флаги Финляндии и НАТО перед зданием Министерства иностранных дел Финляндии. 4 апреля 2023 года

В 2022 году началось вторжение России на Украину, что заставило Финляндию увидеть российскую угрозу, поддержка вступления в НАТО среди финнов выросла. 15 мая президент Саули Ниинистё и правительство решили, что Финляндия подаст заявку в НАТО. 17 мая финский парламент (эдускунта) одобрил подачу заявки, 188 депутатов проголосовали «за», 8 — «против». 18 мая посол Финляндии в НАТО Клаус Корхонен и посол Швеции в НАТО Аксель Вернхофф одновременно в Брюсселе вручили генеральному секретарю НАТО Йенсу Столтенбергу заявки на вступление в НАТО. 5 июля подписан протокол о вступлении Финляндии в НАТО. Таким образом, Финляндия отказалась от нейтралитета, которого придерживалась 75 лет.
К 31 марта 2023 года все страны НАТО, включая медливших Венгрию и Турцию, ратифицировали вступление Финляндии в НАТО. После того, как все страны НАТО уведомили правительство США, являющееся депозитарием Вашингтонского договора 1949 года о создании НАТО, 4 апреля Финляндия стала 31-м членом НАТО. Генеральный секретарь НАТО Йенс Столтенберг заявил, что альянс не будет разворачивать войска в Финляндии без её согласия. Он также назвал процесс ратификации самым быстрым в современной истории НАТО.

## Процесс ратификации
| №  | Государство-член НАТО | Дата вступления в силу ратификации |
| -- | --------------------- | ---------------------------------- |
| 1  | Албания               | 11 августа 2022                    |
| 2  | Бельгия               | 11 августа 2022                    |
| 3  | Болгария              | 9 августа 2022                     |
| 4  | Великобритания        | 8 июля 2022                        |
| 5  | Венгрия               | 31 марта 2023                      |
| 6  | Германия              | 20 июля 2022                       |
| 7  | Греция                | 14 октября 2022                    |
| 8  | Дания                 | 5 июля 2022                        |
| 9  | Исландия              | 6 июля 2022                        |
| 10 | Испания               | 6 октября 2022                     |
| 11 | Италия                | 17 августа 2022                    |
| 12 | Канада                | 5 июля 2022                        |
| 13 | Латвия                | 22 июля 2022                       |
| 14 | Литва                 | 4 августа 2022                     |
| 15 | Люксембург            | 9 августа 2022                     |
| 16 | Нидерланды            | 20 июля 2022                       |
| 17 | Норвегия              | 7 июля 2022                        |
| 18 | Польша                | 3 августа 2022                     |
| 19 | Португалия            | 11 октября 2022                    |
| 20 | Румыния               | 22 августа 2022                    |
| 21 | Северная Македония    | 22 августа 2022                    |
| 22 | Словакия              | 4 октября 2022                     |
| 23 | Словения              | 24 августа 2022                    |
| 24 | США                   | 18 августа 2022                    |
| 25 | Турция                | 4 апреля 2023                      |
| 26 | Франция               | 16 августа 2022                    |
| 27 | Хорватия              | 25 августа 2022                    |
| 28 | Черногория            | 13 сентября 2022                   |
| 29 | Чехия                 | 19 сентября 2022                   |
| 30 | Эстония               | 22 июля 2022                       |